# Jean-François Dutertre
 (janvier 2023).
Pour les articles homonymes, voir Dutertre.
Jean-François Dutertre (31 mars 1948 - 10 mars 2017) est un chanteur-compositeur, joueur de vielle à roue et d'épinette des Vosges en musique traditionnelle française. Il a été l'un des membres fondateurs du groupe folk Mélusine. Il jouait également du Bodhrán et du Bouzouki.

## Parcours
Ancien membre fondateur du groupe folk français Mélusine et collaborateur de la maison de disques Le Chant du Monde, Jean-François Dutertre est grand connaisseur de la musique modale et anime de nombreux stages. Il est partisan de la professionnalisation des musiciens et chanteurs traditionnels et défend leurs droits au sein du Syndicat français des artistes-interprètes.
Né en 1948 à Paris de parents normands, il étudie les Lettres et est enseignant. Travaillant comme phonothécaire au département d'ethnomusicologie au Musée de l'Homme, il se prend de passion pour les musiques traditionnelles, particulièrement françaises.
S'intégrant dans la mouvance du folk-revival des années 1960, il entre dans le premier Folk-club français : Le Bourdon et fait des voyages de collectage au Québec et en Irlande en 1969 et 1970, puis dans les Vosges de 1970 à 1972.
De 1975 à 1983, il est producteur exécutif et directeur de collection au Chant du Monde, où il travaille à développer une Anthologie de la musique traditionnelle française.
Il fait partie du groupe folk Mélusine de 1973 à 1990.
En 2002, il enregistre un disque de quinze chansons, provenant de collectes effectuées en Normandie, avec ses anciens compères Jean-Loup Baly et Yvon Guilcher, ainsi que d'autres musiciens, tels que Jean Blanchard.
Il se consacre ensuite principalement à son travail au sein d'institutions liées à l'activité musicale, comme responsable du Centre d’information des musiques traditionnelles et du monde (CIMT) puis en tant que délégué général à l'ADAMI.
De 1972 à 1976, il est rédacteur en chef de la revue Gigue.
Jean-François Dutertre meurt le 10 mars 2017 à Sainte-Pazanne, emporté par la maladie.

## Discographie

### En solo
- 1974 L'épinette des Vosges, airs traditionnels et compositions (Le Chant du Monde LDX 74536)
- 1978 La rondes des milloraines, compositions pour épinette des Vosges et vielle (Le Chant du Monde LDX 74664)
- 1980 Si l'amour prenait racine (Polydor 2393275) (chansons traditionnelles)
- 1988 Long-courriers (JFD)
- 1997 Ballades françaises (Buda Musique MP7250)
- 1999 Ballades françaises, volume 2 (Buda Musique MP7253)
- 2002 Chansons traditionnelles de Normandie (Buda Musique/Universal)
- 2008 Le fil des jours - Jean François Dutertre (Buda Musique)

### Disques collectifs avant Mélusine
- 1973 Pré-folk - La préhistoire du folk - Chansons à répondre (Pathé C 062-12483) (avec Jean-François Dutertre, Yvon Guilcher, Naïk Raviart, Mône Dufour)[7]
- 1973 Chants à répondre et à danser (Le Chant du Monde LDX 74515) (avec Jean-François Dutertre, Yvon Guilcher, Jean-Loup Baly, Emmanuelle Parrenin, Dominique Regef, Phil Fromont...)[8]
- 1975 Le Roi Renaud (Ballades françaises) (le Chant du Monde LDX 74568)
- 1975 Le galant noyé (Ballades et chansons traditionnelles françaises) (Le Chant Du Monde LDX 74576) (ce qui devait être le premier album de Mélusine sort chez Chant du Monde (plutôt que chez Polydor) quelques mois après le refus du groupe de réenregistrer l'album, condition imposée par Polydor pour le produire ; avec Emmanuelle Parrenin, Jean-Loup Baly, Jean-François Dutertre, Dominique Regef)[9]

### Au sein de Mélusine
- Voir la page Mélusine

### Autres participations
- 1972 Musique populaire d'expression française, du folk-club Le Bourdon (expression spontanée no 7, auto-production, 1972 ; J-F Dutertre y chante, joue de l'épinette des Vosges et des cuillers)
- 1995 Anthologie de la chanson française / Des trouvères à la Pléiade (EPM)
- 1997 L'épinette des Vosges, avec Jean Ribouillault et Christophe Toussaint (Radio-France Ocora)
- 2002 Le Jardin des mystères, Éric Montbel (Ulysse/Nocturne)
- 2008 Par un lundi m'y prit envie..., La Loure

## Citations
« La chanson traditionnelle francophone est aussi une forme de poésie. Et comme toute poésie, elle porte l’empreinte du milieu et de la période où elle a été élaborée. Cette empreinte se manifeste dans les formules, les tournures et le vocabulaire. Aurait-on l’idée de reprocher à François Villon d’écrire dans la langue d’un étudiant parisien du XVe siècle ? Au-delà de la forme, la thématique est éternelle, les émois et les tourments demeurent identiques. Et puis, il y a la musique. Connaît-on, dans la chanson française, de plus parfaite adéquation entre langue et mélodie que celle que nous propose la chanson traditionnelle ? »
(Jean-François Dutertre)